# 나이로비현

나이로비현

나이로비현(Nairobi County)은 케냐를 구성하는 47개 현 가운데 하나로 현도는 나이로비(케냐의 수도이기도 함)이며 면적은 696km2, 인구는 3,375,000명(2009년 기준)이다. 2013년에 실시된 행정 구역 개편에 따라 나이로비주와 같은 경계선을 따라 신설되었다. 북쪽과 서쪽으로는 키암부현, 동쪽으로는 마차코스현, 남쪽으로는 카지아도현과 접한다.

## 같이 보기
- 나이로비
- 몸바사현